# Thế hệ Alpha
Thế hệ Alpha (tiếng Anh: Generation Alpha, viết tắt: Gen Alpha) là nhóm nhân khẩu học nằm sau thế hệ Z và nằm trước thế hệ Beta. Các nhà nghiên cứu và các phương tiện truyền thông phổ biến xem khoảng thời gian cụ thể từ những năm đầu thập niên 2010 đến những năm đầu-đến-giữa thập niên 2020 giới hạn dưới của ngày sinh 2010, giới hạn trên 2024, là khoảng thời gian được sinh ra của nhóm này. Đặt theo thứ tự chữ cái đầu trong bảng chữ cái Hy Lạp. Thế hệ Alpha là thế hệ đầu tiên được sinh ra hoàn toàn trong thế kỷ 21 và thiên niên kỷ 3. Hầu hết các thành viên thế hệ Alpha đều là con cái của thế hệ Millennial.

## Xuất xứ tên gọi
Tên gọi "Thế hệ Alpha" bắt nguồn từ một cuộc khảo sát được thực hiện bởi đơn vị cố vấn McCrindle Research vào năm 2008 . Trong một cuộc phỏng vấn vào năm 2015 Mark McCrindle (nhà sáng lập McCrindle Research)  đã mô tả lại rằng, khi ông đang nghiên cứu cuốn sách The ABC of XYZ - Understanding the Global Generations (được xuất bản 2009) thì ông phát hiện có một thế hệ sắp xuất hiện nhưng lại chưa có tên.
Do đó mà ông đã thực hiện một buổi phỏng vấn 2015 để biết được suy nghĩ của mọi người về tên gọi nên đặt cho thế hệ này. Kết quả là thế hệ Alpha được đề cập nhiều nhất với ý nghĩa là sự khởi đầu mới vì đây là thế hệ đầu tiên của thế kỷ 21. Bên cạnh đó thông qua việc đặt tên các Cơn bão Đại Tây Dương 2005 cũng giúp ông lấy cảm hứng phát hiện ra cái tên này (sáu cơn bão cuối cùng được đặt tên bằng chữ cái Hy Lạp khi mà bảng chữ cái La Mã hết chữ cái để đặt) 

## Nhân khẩu học

### Toàn cầu

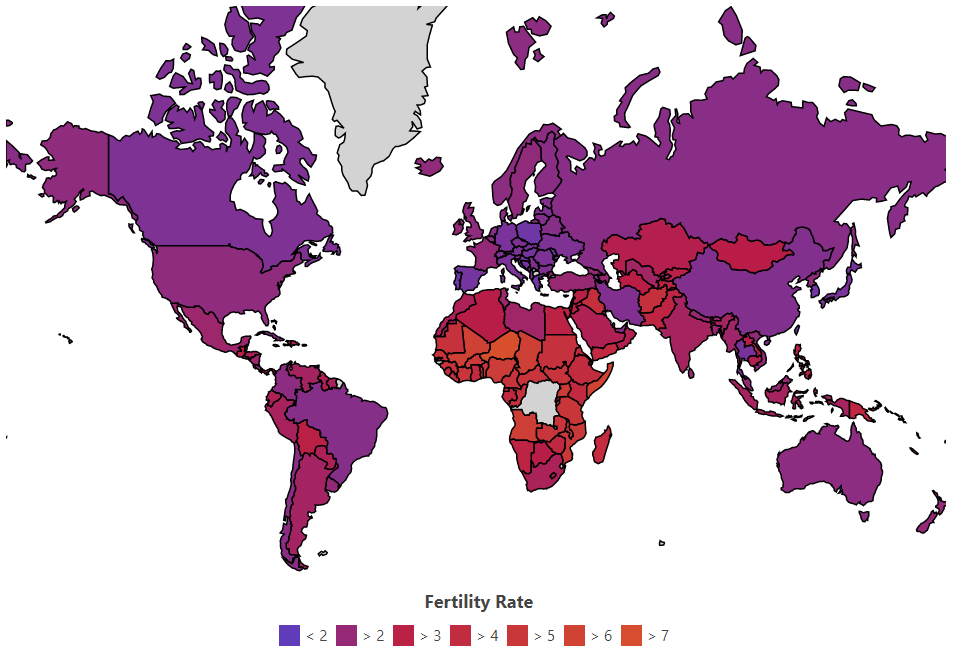
tỷ lệ sinh trên thế giới năm 2020

Có hơn 2,5 triệu Gen Alpha ra đời trên toàn cầu mỗi tuần (2015), tính đến 2025, thế hệ Alpha sẽ đạt được 2 tỷ. Tuy nhiên, xét về tốc độ tăng trưởng dân số trên toàn cầu thì mức tăng trưởng này không đồng đều giữa các khu vực. Sự gia tăng dân số chủ yếu đến từ Châu Phi và Châu Á vì Châu Âu và Châu Mỹ dần có quá ít trẻ em.
Tỷ lệ sinh sản đang giảm trên toàn thế giới (4,7 năm 1950 giảm còn 2,4 năm 2017). Các nước phát triển, bao gồm phần lớn Châu Âu, Hoa Kỳ, Hàn Quốc và Úc có tỷ lệ sinh thấp hơn các khu vực khác . Tác động đến từ sự phát triển của nền giáo dục , mức sống tăng. Đặc biệt là xu hướng di trú vào thành thị ngày càng tăng (dân số thành thị chiếm 55% tổng dân số năm 2019). Phụ nữ thành thị coi trọng quyền tự chủ cao hơn và kiểm soát khả năng sinh sản nhiều hơn do tác động của đô thị hóa.

### Châu Phi

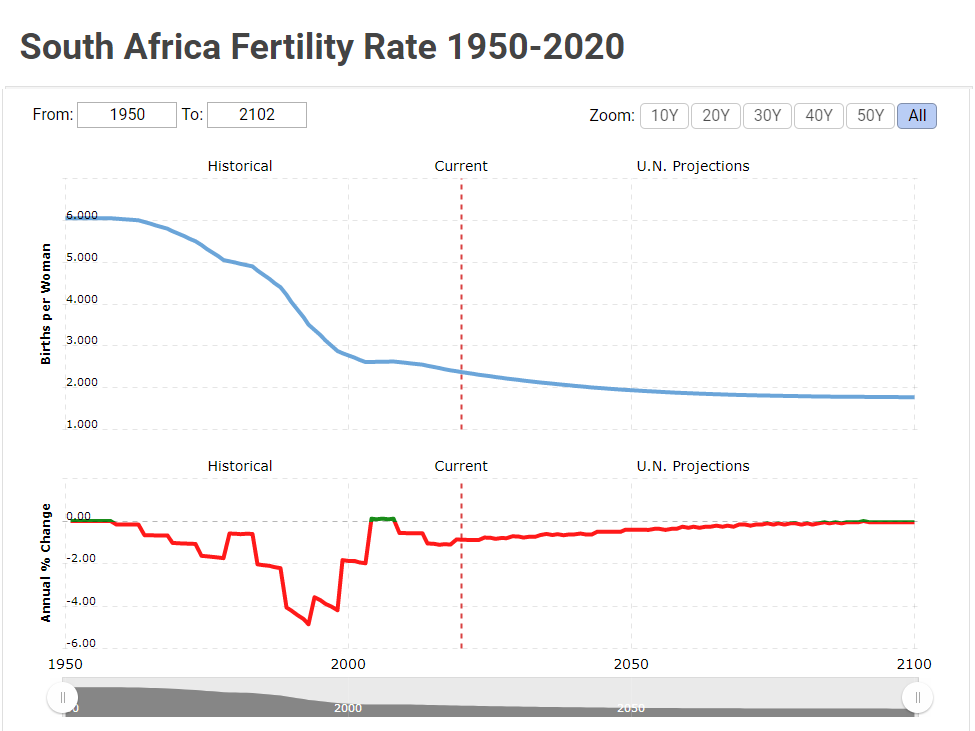
Tỷ lệ sinh ở Châu Phi năm 2020

Theo số liệu của chính phú, mặc dù tỷ lệ sinh sản ở Ai Cập giảm từ 5,2 xuống 3 (1990 đến 2000) nhưng năm 2018, tỷ lệ này đã tăng lên 3,5 và tập trung chủ yếu ở các khu vực nông thôn. Các thành thị và thành phố đông dân bình quân tăng thêm 1 triệu cư dân mỗi năm (2008 - 2018) .  Với tốc độ phát triển này, dân số Ai Cập ước tính hơn 128 triệu người vào năm 2030.
Năm 2020, một nửa dân số của nhiều quốc gia ở Châu Phi được sinh ra trong hai thập kỷ đầu của thế kỷ XXI. Những quốc gia này có độ tuổi trung bình trẻ nhất thế giới . Vì vậy mà, Châu Phi là khu vực có tác động lớn đến sự tăng trưởng dân số thế giới ở thế kỷ XXI (13), đặc biệt là khu vực cận Sahara có xu hướng gia tăng quy mô gia đình trong khi toàn thế giới giảm.

### Châu Á
14,65 triệu trẻ ra đời vào năm 2019 ở Trung Quốc, đây là con số thấp nhất kể từ năm 1961. Nhìn chung, dân số Trung Quốc có sự tăng nhẹ từ 1,39 tỷ ở năm 2018 đến 1,4 tỷ năm 2019 . Nhưng chưa đến 6% trong tổng dân số dưới 5 tuổi (2018). Nhà kinh tế học Ren Zeping đã dự đoán rằng, phụ nữ thuộc trong độ tuổi 20 đến 35 sẽ giảm 30% từ năm 2013 đến 2028. Vì vậy, nếu xu hướng này tiếp tục gia tăng Tuổi trung bình của Trung Quốc sẽ là 50 tuổi (Hoa Kỳ 42, Ấn Độ 38) .
Chính phủ Trung Quốc chưa thực sự loại bỏ chính sách hạn chế sinh nở là nguyên nhân chủ yếu tác động đến hiện trạng này. Song hiện nay, phụ nữ Trung Quốc chú trọng vào nghệ nghiệp hơn mà những nơi làm việc tại Trung Quốc thường không tạo điều kiện cho những bà mẹ có con nhỏ. Thậm chí những bà mẹ còn có nguy cơ cao thất nghiệp sau khi nghỉ thai sản.

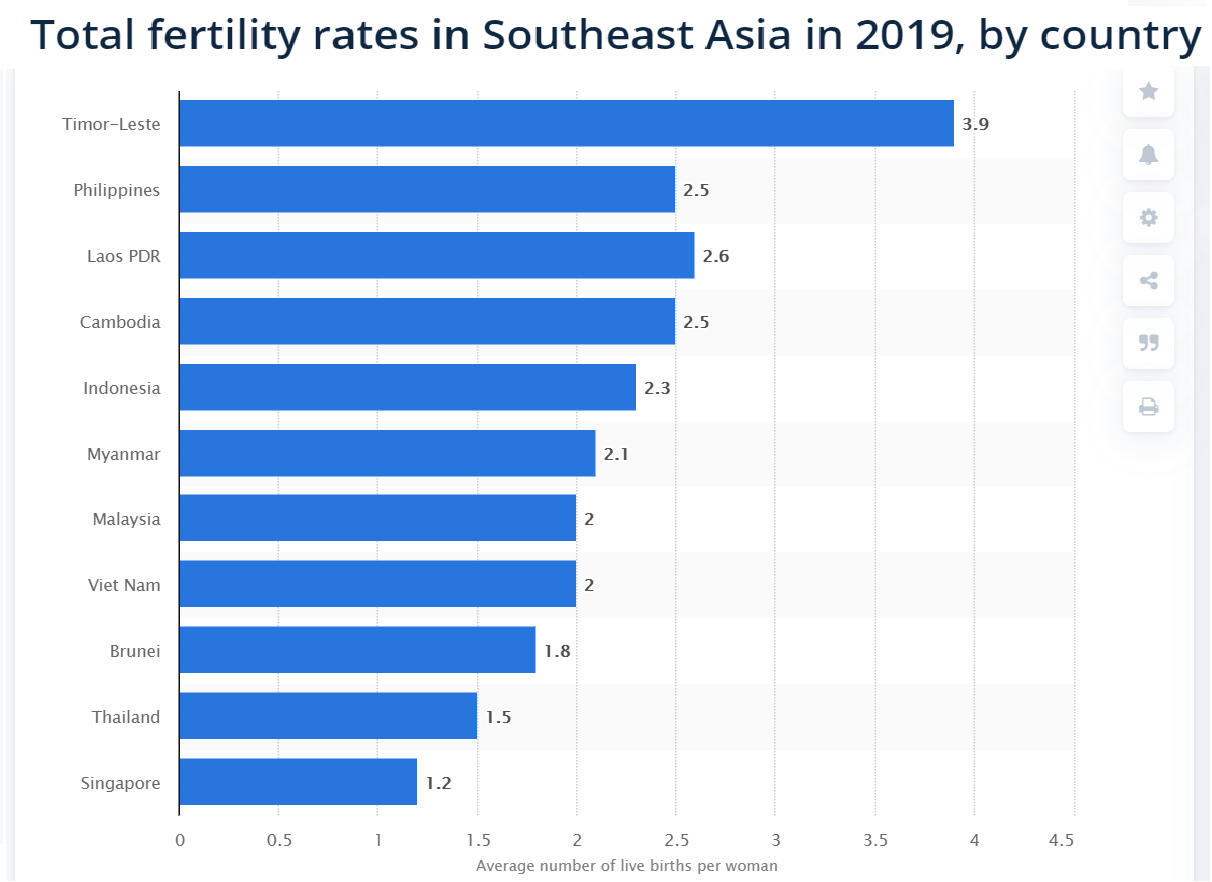
Tỷ lệ sinh ở châu á năm 2020

Năm 2018 tại Singapore, tỷ lệ sinh đạt thấp nhất kể từ năm 2010 với 1,14, tỷ lệ này cũng thấp nhất thế giới vào thời điểm đó . Có thể thấy, Độ tuổi trung bình của các bà mẹ lần đầu mang thai tăng từ 19,7 tuổi đến 20,6 tuổi năm 2018, phản ánh nên hiện trạng khả năng sinh sản giảm theo tuổi tác. Nhiều người trẻ ở quốc gia này có xu hướng ngại lập gia đình và lên chức cha mẹ dẫn đến tổng tỷ suất sinh ở quốc gia này liên tục giảm kể từ năm 2010 đến nay. Nguyên nhân độc thân cũng là lý do chủ yếu của vấn đề này (số lượng phụ nữ độc thân tăng từ 60,9% đến 68,1% năm 2017, ở nam giới tăng từ 77,5% đến 80,7%).
Sau một cuộc bùng nổ trẻ em xảy ra do ảnh hưởng từ hậu quả từ cuộc Chiến tranh Triều Tiên, chính phủ đã thực hiện chính sách khuyến khích mỗi gia đình không quá hai con. Điều này đã dẫn đến khả năng sinh sản giảm đáng kể, nổi bật là tỷ lệ sinh đạt dưới mức 1,0 vào năm 2018 . Một vài thực trạng ở xã hội Hàn Quốc đã gây ra tình trạng này, cụ thể chi phí nuôi dưỡng con quá tốn kém, tình trạng thất nghiệp ngày càng tăng, nền giáo dục căng thẳng, sự phân biệt đối xử trong lực lượng lao động,..
Dân số ở đất nước Đài Loan sẽ bắt đầu chứng kiến sự thu hẹp vào năm 2022 và số người trong độ tuổi lao động cũng giảm 10% năm 2027, theo Hội Đông Phát triển Quốc gia Đài Loan (NDC). Đồng thời người dân với độ tuổi hơn 50 sẽ chiếm khoảng một nửa dân số thế giới được dụ đoán vào năm 2034 . Trở lại với quá khứ thì năm 2019, Đài Loan có mức tỷ lệ sinh thấp nhất thế giới năm 2019 với mức trên 1 . Nhưng xét theo dữ liệu từ Bộ Nội vụ Quốc gia thì tỷ lệ này luôn dưới 1,5 kể từ năm 2001. Để cải thiện tình trạng này, Chính phủ đã có những chính sách đầu tư kỹ lưỡng vào công tác chăm sóc - giáo dục trẻ, trợ cấp cho các bà mẹ sinh sản cũng như xem xét việc cho phép nhập cư.
Tỷ lệ sinh sản tại Việt Nam đạt 5 tại năm 1980, giảm còn 3,55 năm 1990 và xuống đến mức 1,95 năm 2017. Bên cạnh đó, tỷ lệ người trên 65 tuổi được dự đoán tăng từ 4% đến 7% (2017-2030), theo Tổ chức Y tế Thế giới (WHO). WHO cũng nhận xét Việt Nam là một trong những quốc gia có tốc độ già hóa nhanh nhất thế giới. Theo Quỹ Tiền Tệ Quốc tế (IMF) thì Việt Nam có nguy cơ già đi trước khi quốc gia thịnh vượng.
Trình độ học vấn và tỷ lệ biết chữ của phụ nữ ở Ấn Độ ngày càng gia tăng, ảnh hưởng đến ý định sinh con của họ giảm đáng kể. Năm 2017, Ấn Độ chỉ có 24% phụ nữ quan tâm đến vấn đề sinh sản (tỷ lệ này ở thập kỷ trước là 68%) . Nhìn chung, nền kinh tế phát triển, mức sống tăng lên ở quốc gia này có tác động lớn đến tỷ lệ sinh sản.

### Châu Âu
Năm 2019, tuổi thọ trung bình của cả khối Liên Minh Châu Âu bao gồm 28 nước,  cả Anh Quốc (mới rời khỏi gần đây) là 43 tuổi. Mặc dù tốc độ gia tăng dân số tại Châu Âu tăng vượt bậc vào cuối thế kỷ XX, nhưng tỷ lệ này lại dần chậm lại vào đầu những 2020 do ảnh hưởng bởi dân số già và tỷ lệ sinh giảm.

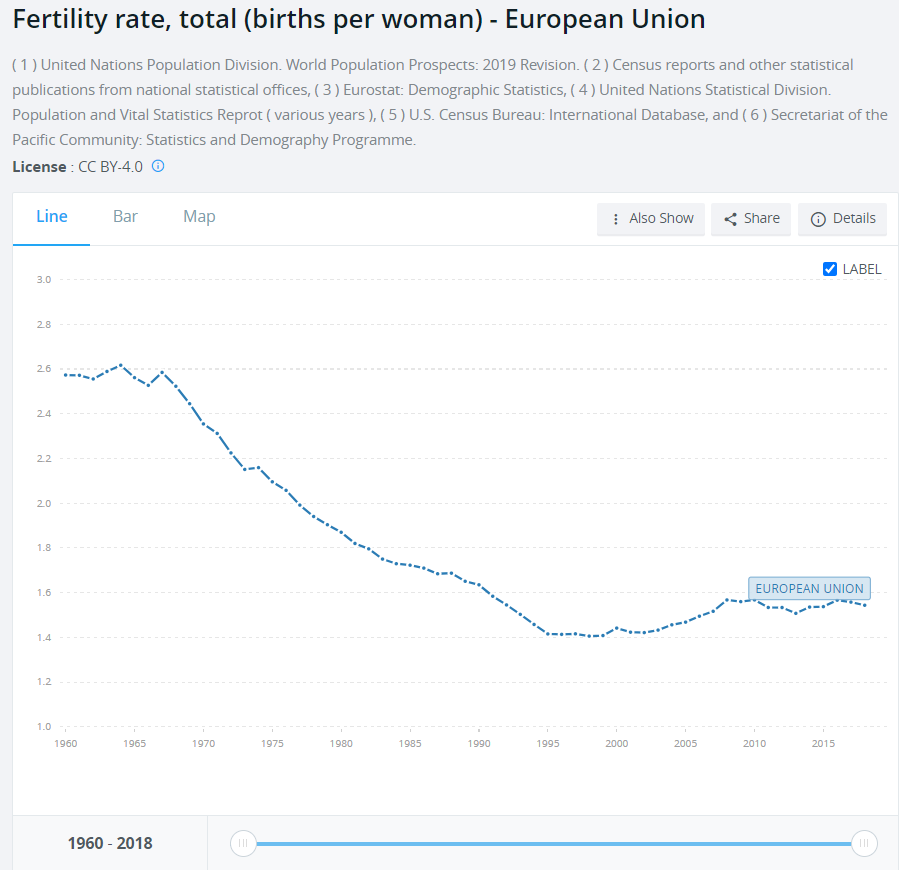
Tỷ lệ sinh ở Châu Âu năm 2020

Ý chứng kiến tỷ lệ thất nghiệp khá cao với 35% vào năm 2019 ảnh hưởng từ cuộc đại suy thoái năm 2007-2008. Để cải thiện mức sống, người Ý đã dần di trú sang các nước khác, đặc biệt là nhiều người trẻ có xu hướng đến nước khác để tiếp cận với nền giáo dục và văn hóa mới lạ. Điều này đã dẫn đến dân số của Ý sụt giảm mỗi năm . Theo Viện Thống Kê Quốc gia Ý (ISTAT), tỷ lệ sinh sản năm 2018 đạt mức thấp từ khi Ý được thống nhất (1861) . Tương tự Ý, dân số Pháp trên 65 tuổi cũng chiếm 23% tổng dân số (2018), nhưng nhờ áp dụng các biện pháp khuyến khích sinh sản hiệu quả, tỷ lệ sinh tăng đáng kể.
Tại Hy Lạp, các gia đình có xu hướng có sinh ít con hơn và sinh muộn hơn so với những năm 1980 . Nguyên nhân xuất phát từ tình trạng nhiều người trẻ rời khỏi đất nước để tiếp cận với nền giáo dục mới ảnh hưởng từ cuộc khủng hoảng tài chính. Năm 2019, tỷ lệ sinh sản ở quốc gia này giảm chỉ còn 1,3 trên mỗi phụ nữ.
Năm 2039, các quốc gia ở Nam Âu sẽ trở thành quốc gia với dân số già nếu tỷ lệ sinh của ở các quốc gia này vẫn tiếp tục giảm. Cụ thể, theo Viện Thống Kê Quốc gia Tây Ban Nha, số trẻ được sinh ra thấp nhất vào năm 2018 (giảm 40,7% so với năm 2008). Bồ Đào Nha đã chứng kiến tỷ lệ sinh giảm từ cuối năm 2010 với mức 1,3%.

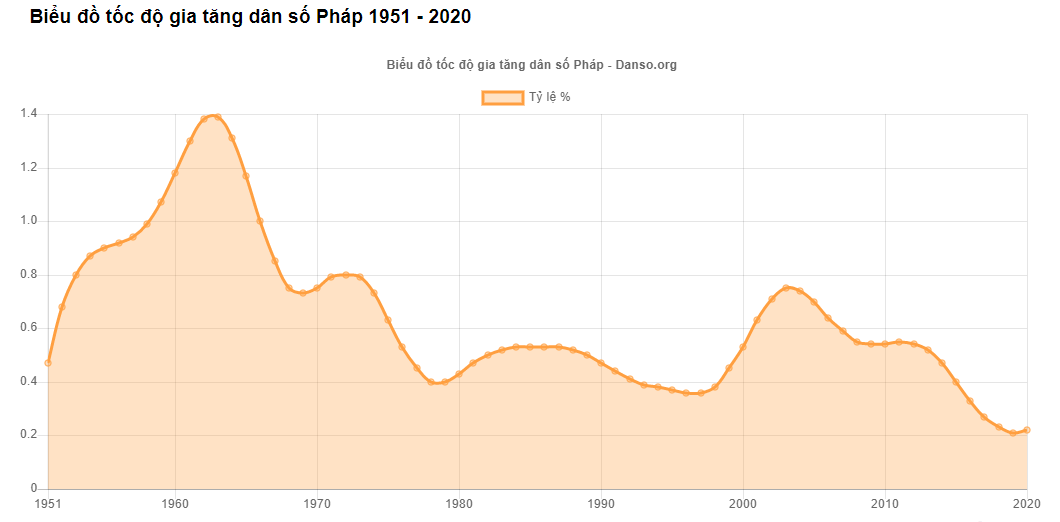
Biểu đồ dân số Pháp 1951-2020

Trong năm 2020, dân số của Hungary dự kiến sẽ giảm -26.187 người và đạt 9.646.284 người vào đầu năm 2021. Gia tăng dân số tự nhiên được dự báo là âm, vì số lượng sinh sẽ ít hơn số người chết đến -31.790 người. Nếu tình trạng di cư vẫn ở mức độ như năm trước, dân số sẽ tăng 5.603 người. Điều đó có nghĩa là số người chuyển đến Hungary để định cư sẽ chiếm ưu thế so với số người rời khỏi đất nước này để định cư ở một nước khác. Theo ước tính của chúng tôi, tỷ lệ thay đổi dân số hàng ngày của Hungary vào năm 2020 sẽ như sau: 249 trẻ em được sinh ra trung bình mỗi ngày 336 người chết trung bình mỗi ngày 15 người di cư trung bình mỗi ngày Dân số Hungary sẽ giảm trung bình -72 người mỗi ngày trong năm 2020.

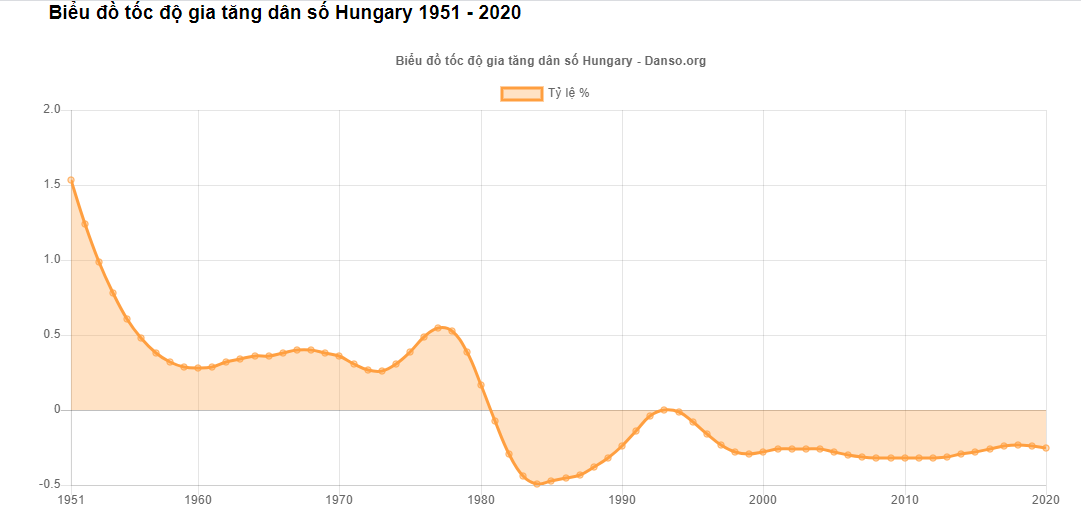
Biểu đồ dân số Hungary 1951-2020

Đối với chính phủ của Thủ tướng Viktor Orban, người ủng hộ "sinh sản đối với nhập cư", nâng cao tỷ lệ sinh của quốc gia là vấn đề "tầm quan trọng chiến lược".    Giống như các quốc gia Đông Âu khác, Hungary phải đối mặt với dân số giảm không chỉ do tỷ lệ sinh thấp, hiện chỉ bằng một nửa so với năm 1950, mà còn do di cư sang Tây Âu.
Chính vì vậy, để tránh phụ thuộc lực lượng nhập cư trong tương lai, Hungary có chính sách sinh bốn con sẽ được miễn giảm thuế suốt đời.
Các số liệu cho thấy tình trạng đáng lo ngại về sự sụt giảm tỷ lệ sinh và suy giảm dân số tự nhiên của Nga, khi thế hệ ít ỏi sinh ra trong thập niên 1990 bước vào tuổi sinh sản.
Khoảng 10 - 20 năm trước - thời điểm sau Chiến tranh Lạnh - nước Nga hậu Xô Viết phải đối mặt với làn sóng suy thoái nhân khẩu học. Đến hôm nay, thế hệ ít ỏi sinh ra vào những năm đầu thập kỷ 1990 lại bước vào độ tuổi sinh đẻ và kéo theo một cuộc khủng hoảng mới. Một lý do khác cho sự suy giảm nhân khẩu học của Nga là tuổi thọ thấp đối với nam giới, chỉ ở mức 64 tuổi vào năm 2015, hoặc ít hơn 15 năm so với Ý, Đức hoặc Thụy Điển Theo Phó Thủ tướng Nga Tatyana Golikova, trong 8 tháng qua, xu hướng giảm dân số tự nhiên của Nga rất đáng lo ngại. Tính tới đầu năm nay, số người dân Nga đã giảm gần 92.000 người, còn từ tháng 8/2018 - giảm 170.500 người. Nước Nga đã thất bại trong việc cải thiện tình hình nhân khẩu học, trong đó tỷ lệ những bà mẹ tử vong và những người nghiện rượu bia không thuyên giảm, bất chấp mọi biện pháp khuyến khích sinh đẻ đã được tung ra từ hỗ trợ tài chính cho bà mẹ sinh con đầu lòng đến giảm thuế cho các gia đình đông con.    Nga phải chấp nhận thực tại không có nhiều phụ nữ trong độ tuổi sinh đẻ trong số các công dân của họ, trừ khi những phụ nữ di cư ở độ tuổi sinh con đến nước Nga.  Tổng thống Vladimir Putin đã nêu ra một loạt biện pháp nhằm khuyến khích các gia đình Nga như hỗ trợ tài chính cho các gia đình sinh con; giảm thuế cho các gia đình sinh nhiều con; hạ lãi suất các khoản vay thế chấp đối với những gia đình có con nhỏ, đặc biệt để mua nhà hoặc xây nhà trên đất của mình; giảm thuế cho các nhà đầu tư xây dựng nhà ở xã hội, trường học, nhà trẻ, trường mẫu giáo,…
Trong năm 2020, dân số của Pháp dự kiến sẽ tăng 152.668 người và đạt 65.353.331 người vào đầu năm 2021. Gia tăng dân số tự nhiên được dự báo là dương, vì số lượng sinh sẽ nhiều hơn số người chết đến 113.402 người. Nếu tình trạng di cư vẫn ở mức độ như năm trước, dân số sẽ tăng 39.266 người.
Điều đó có nghĩa là số người chuyển đến Pháp để định cư sẽ chiếm ưu thế so với số người rời khỏi đất nước này để định cư ở một nước khác. Theo ước tính của chúng tôi, tỷ lệ thay đổi dân số hàng ngày của Pháp vào năm 2020 sẽ như sau: 1.983 trẻ em được sinh ra trung bình mỗi ngày 1.673 người chết trung bình mỗi ngày 108 người di cư trung bình mỗi ngày Dân số Pháp sẽ tăng trung bình 418 người mỗi ngày trong năm 2020.  Hiện tại Pháp vẫn là nước có tỷ lệ sinh cao nhất châu Âu.
Tỷ lệ sinh của Đức đã tăng từ 1,33 năm 2006 lên 1,57 vào năm 2017, đưa đất nước này vượt Tây Ban Nha và Ý và gần hơn với mức trung bình E.U Điều này là do một vài lý do. Phụ nữ lớn tuổi đã có con, khiến tỷ lệ tăng nhẹ. Những người nhập cư mới, đến Đức với số lượng lớn trong thập kỷ đó, có xu hướng sinh nhiều con hơn người bản xứ, mặc dù con cái họ có thể sẽ đồng hóa vào xã hội Đức và sẽ có gia đình nhỏ hơn cha mẹ và ông bà của họ. Ở Tây Đức, các bà mẹ đi làm đã từng bị kỳ thị, nhưng đây không còn là trường hợp ở Đức thống nhất. Vào cuối những năm 2000 và đầu những năm 2010, chính phủ liên bang Đức đã cho phép cha mẹ nghỉ phép hào phóng hơn, khuyến khích các ông bố nghỉ (thêm) thời gian và tăng số lượng vườn ươm mà chính phủ tuyên bố trẻ em trên một tuổi được hưởng. Mặc dù nguồn cung của các vườn ươm vẫn không đủ, số lượng trẻ em tham gia vào chúng đã tăng từ 286.000 trong năm 2006 lên 762.000 trong năm 2017.
Theo Văn phòng Thống kê Quốc gia Vương quốc Anh, tỷ lệ sinh của Anh và xứ Wales đã giảm xuống mức thấp kỷ lục vào năm 2018. Hơn nữa, họ rơi vào phụ nữ ở mọi lứa tuổi ngoại trừ những người ở độ tuổi 40. Tổng cộng có 657.076 trẻ em được sinh ra ở Anh và xứ Wales năm 2018, giảm 10% so với năm 2012. Có 11,1 ca sinh trên một nghìn người vào năm 2018, so với mức cao nhất là 20,5 vào năm 1947 và tổng tỷ suất sinh là 1,70, giảm từ 1,76 năm 2017   Trên thực tế, tỷ lệ sinh của họ đã liên tục dưới mức thay thế kể từ cuối những năm 1970. Như đã xảy ra kể từ đầu thiên niên kỷ mới, tỷ lệ sinh của phụ nữ dưới 20 tuổi tiếp tục giảm, xuống còn 11,9 vào năm 2018.

### Bắc Mỹ
Ở Canada, khoảng một phần năm số người thuộc thế hệ Millennials đã trì hoãn việc có con vì lo lắng về tài chính.  Theo công ty tư vấn BDO Canada Một phần ba trong số các Millennials cảm thấy "choáng ngợp" bởi các khoản nợ của họ, so với 26% của Thế hệ X và 13% của Baby Boomers. Hơn một phần ba người Canada có con cảm thấy căng thẳng vì nợ nần, so với 1/5 số người không có con. Nhiều cặp vợ chồng Canada ở độ tuổi 20 và 30 cũng đang vật lộn với các khoản nợ vay sinh viên của họ. Nghiên cứu của Ngân hàng Hoàng gia Canada cho thấy Millennials Canada đã đổ xô đến các thành phố lớn mặc dù chi phí sinh hoạt đắt đỏ của họ từ giữa đến cuối năm 2010 để tìm kiếm cơ hội kinh tế và tiện nghi văn hóa. Dữ liệu từ Thống kê Canada tiết lộ rằng từ năm 2000 đến 2017, tỷ lệ sinh ở phụ nữ dưới 30 tuổi giảm ở tất cả các tỉnh và vùng lãnh thổ, ngoại trừ phụ nữ New Brunswick trong độ tuổi từ 25 đến 29 trong khi phụ nữ từ 30 tuổi trở lên tăng ở mọi nơi trừ Nunavut ở phụ nữ trong độ tuổi 35 đến 39. Trong khi đó, tỷ lệ sinh ở tuổi vị thành niên (15 đến 19) giảm một nửa ở hầu hết Canada, kết quả có thể là do giáo dục giới tính được cải thiện. Tỷ lệ sinh tương đối thấp của phụ nữ ở độ tuổi 20 sống ở British Columbia và Ontario có liên quan đến chi phí nhà ở cao ở các tỉnh này 
Ở Mỹ, Khi triển vọng kinh tế của họ được cải thiện, hầu hết Millennials Mỹ nói rằng họ mong muốn hôn nhân, con cái và quyền sở hữu nhà. Bên cạnh chi phí sinh hoạt, bao gồm chi phí nhà ở, mọi người đang rời khỏi các thành phố lớn để tìm kiếm khí hậu ấm áp hơn, thuế thấp hơn, cơ hội kinh tế tốt hơn và khu học chánh tốt hơn cho con cái họ.  Vào giữa những năm 2010, Millennials, người chiếm 29% dân số trưởng thành và 35% lực lượng lao động của Hoa Kỳ, chịu trách nhiệm cho phần lớn các ca sinh trong cả nước. Năm 2016, 48% phụ nữ Millenials là mẹ, so với 57% phụ nữ thế hệ X năm 2000 khi họ bằng tuổi nhau. Các yếu tố đằng sau xu hướng này bao gồm sự quan tâm giảm dần trong hôn nhân, sự tăng trưởng về trình độ học vấn, và sự gia tăng sự tham gia của phụ nữ trong lực lượng lao động. Gia đình có con là loại đơn vị gia đình phát triển nhanh nhất ở Hoa Kỳ vào cuối những năm 2010.
Một báo cáo từ Viện Brookings tuyên bố rằng tại Hoa Kỳ, Millennials là cầu nối giữa các thế hệ trước Millennials của người da trắng (Thế hệ X và những người tiền nhiệm của họ) và hậu Millennials đa dạng hơn (Thế hệ Z và những người kế vị của họ). Nhìn chung, số ca sinh của phụ nữ da trắng ở Hoa Kỳ đã giảm 7% trong khoảng thời gian từ 2000 đến 2018. Tuy nhiên, trong số những phụ nữ da trắng sinh ở nước ngoài, số ca sinh tăng 1% trong cùng thời kỳ. Mặc dù số ca sinh của phụ nữ gốc Tây Ban Nha sinh ra ở nước ngoài đã giảm từ 58% năm 2000 xuống còn 50% vào năm 2018, nhưng tỷ lệ sinh do phụ nữ gốc Tây Ban Nha sinh ra ở Mỹ đã tăng từ 20% vào năm 2000 lên 24% vào năm 2018. Số lượng sinh đối với phụ nữ gốc Á sinh ra ở nước ngoài đã tăng từ 19% năm 2000 lên 24% vào năm 2018 trong khi đó, phụ nữ châu Á sinh ra ở Mỹ đã tăng từ 1% năm 2000 lên 2% vào năm 2018. Trong tất cả, từ năm 2000 đến 2017, nhiều ca sinh nở hơn sinh ở nước ngoài hơn phụ nữ sinh ở Mỹ.
Tỷ lệ sinh của Hoa Kỳ tiếp tục giảm là bất thường đối với các nhà nhân khẩu học vì tỷ lệ sinh thường theo dõi sức khỏe kinh tế của quốc gia Nhưng nền kinh tế Hoa Kỳ đã cho thấy những dấu hiệu phục hồi mạnh mẽ trong một thời gian và tỷ lệ sinh tiếp tục giảm. Tuy nhiên, nhìn chung, phụ nữ Mỹ vẫn có xu hướng sinh con sớm hơn so với những phụ nữ từ các nước phát triển khác và tổng tỷ suất sinh của Hoa Kỳ vẫn tương đối cao đối với một nước giàu. Trên thực tế, so với các phụ nữ từ các quốc gia khác trong Tổ chức Hợp tác và Phát triển Kinh tế (OECD), các bà mẹ Mỹ lần đầu tiên nằm trong số những người trẻ nhất, trung bình so với phụ nữ Latvia (26,5 tuổi) trong những năm 2010. Ở một thái cực khác là phụ nữ từ Ý (30.8) và Hàn Quốc (31.4). Trong cùng thời gian, phụ nữ Mỹ kết thúc những năm sinh nở với trung bình nhiều trẻ em (2.2) hơn hầu hết các nước phát triển khác, ngoại trừ phụ nữ Iceland đáng chú ý. Ở đầu kia là phụ nữ từ Đức, Ý, Tây Ban Nha và Nhật Bản.
Tỷ lệ sinh dưới mức thay thế có thể dẫn đến tình trạng thiếu lao động trong tương lai.

### Châu Đại dương
Châu đại dương là châu lục có diện tích nhỏ nhất trong số 5 châu lục, với 14 quốc gia độc lập. Hai trong số những quốc gia này là Australia và New Zealand là những quốc gia có diện tích lớn và có những chỉ số phát triển kinh tế và con người đều cao.
Nhìn chung, tổng tỷ suất sinh của Úc đã giảm  trên ba trong thời kỳ hậu chiến, xuống mức độ dễ thay thế trong những năm 1970,  xuống dưới mức đó vào cuối những năm 2010. Nó đứng ở mức 1,74 trong năm 2017. Tuy nhiên, nhập cư đã bù đắp những ảnh hưởng của tỷ lệ sinh giảm. Trong những năm 2010, trong số các cư dân của Úc, 5% được sinh ra ở Vương quốc Anh, 2,5% từ Trung Quốc, 2,2% từ Ấn Độ và 1,1% từ Philippines.
Ngoài ra, dưới tác động tiêu cực của dịch Covid-19 đã khiến nền kinh tế Australia điêu đứng, cuộc sống người dân bị ảnh hưởng, còn có một tác động khác khiến chính phủ quan tâm đó là bất ổn này nếu kéo dài sẽ làm giảm tỷ lệ sinh và kéo theo đó là kế hoạch phát triển kinh tế dài hạn của Australia. Số liệu gần đây của chính phủ Australia cho thấy, tỷ lệ sinh tại 3 bang lớn nhất gồm New South Wales, Victoria và Queensland đã tiếp tục giảm trong năm 2019, trong đó đáng chú nhất là tại New South Wales bang có dân số lớn nhất Australia thì tỷ lệ sinh giảm ở mức báo động là 2%. Tuy các bang và vùng lãnh thổ còn lại có tỷ lệ sinh tăng nhưng với quy mô dân số nhỏ thì mức tăng này là không đáng kể.

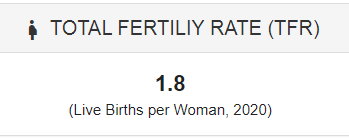
Tỷ lệ sinh của phụ nữ Úc

Giới nghiên cứu cũng cho rằng tỷ lệ sinh sẽ giảm trong vài năm tới vì người dân có xu hướng sinh ít con hơn trong thời điểm kinh tế không ổn định. Theo các chuyên gia, tỷ lệ sinh cần thiết để thay thế dân số là khoảng 2,1 trẻ trên một phụ nữ, nhưng nếu con số này không được đáp ứng thì phải tính đến phương án tăng tỷ lệ người nhập cư.
Thống kê New Zealand báo cáo rằng tỷ lệ sinh của quốc gia năm 2017 là 1,81, thấp nhất trong hồ sơ. Mặc dù tổng số ca sinh tăng lên, tỷ lệ sinh giảm vì dân số lớn hơn của đất nước nhờ mức độ nhập cư cao. Tỷ lệ sinh của New Zealand vẫn ổn định ít nhiều từ cuối những năm 1970 đến cuối những năm 2010. Phụ nữ trẻ hơn đã khiến tỷ lệ sinh giảm xuống, với những người trong độ tuổi từ 15 đến 29 có tỷ lệ sinh thấp nhất trong hồ sơ. Năm 2017, thanh thiếu niên New Zealand có một nửa số trẻ em năm 2008 và dưới một phần tư năm 1972.  Trong khi đó, phụ nữ trên 30 tuổi sinh con nhiều hơn. Từ cuối những năm 2000 đến cuối những năm 2010, trung bình có 60.308 em bé được sinh ra ở New Zealand.

## Giáo dục

### Châu Á
Lấy ví dụ về đất nước văn minh và có nền kinh tế phát triển hàng đầu thế giới như Nhật Bản, một ảnh hưởng rất lớn đến hệ thống giáo dục chính là số lượng học sinh ngày càng giảm một cách rõ rệt. Tâm lý không muốn lập gia đình và ngại sinh con, khiến số trẻ sơ sinh của Nhật Bản vào năm 2019 chỉ đạt 900 000 trẻ, thấp nhất trong vòng 120 năm. Không những vậy, Nhật Bản đối mặt với sự già hóa dân số nhanh chóng làm ảnh hưởng tới nhiều mặt đến xã hội của nước này. Chính vì thế, để thúc đẩy tỷ lệ sinh quốc gia, chính phủ Nhật, đứng đầu là thủ tướng Shinzo Abe đã đưa ra một số cải cách giáo dục quan trọng (bắt đầu từ tháng 10 năm 2019) như miễn phí cho giáo dục mầm non (trẻ từ 3-5 tuổi), miễn phí chăm sóc trẻ em dưới 2 tuổi, miễn thuế cũng như hỗ trợ tài chính đối với việc mua sách giáo khoa, vận chuyển và chi phí sinh hoạt đối với các gia đình có thu nhập thấp. Những chính sách này nhằm hỗ trợ tối đa cho sự phát triển giáo dục của học sinh Nhật Bản nói chung và những mầm non thế hệ Alpha nói riêng.

### Châu Âu
Môi trường Châu Âu là môi trường lý tưởng tạo điều kiện tối đa cho sự phát triển giáo dục nói chung và giáo dục trẻ em nói riêng. Cách giáo dục của người châu Âu  cũng khác với người châu Á, trong đó có Việt Nam. Ngay từ khi trẻ còn rất nhỏ, người lớn đã tập cho chúng khả năng tự lập, học nhiều kỹ năng sống, cho trẻ tự mình trải nghiệm cuộc sống theo cách riêng của chúng. Điều này hình thành thói quen tốt  và cũng như tư duy phát triển cho các thế hệ lớn lên tại đây.
Ở Đức, trẻ con được học cách kết bạn, người Đức có thể chưa thân thiện và nhiệt tình như người Mỹ nhưng họ lại khá sâu sắc. Họ "dị ứng" với kiểu sống giả dối, vì vậy họ áp dụng vào cách dạy dỗ con cái "luôn sống chân thật và tình cảm". Phải sống tự chủ và không dựa dẫm vào người khác do vậy nên tình bạn của họ rất bền chặt và khắng khít. Ngoài ra, chúng còn được học cách chơi đùa hay học cách thân thiện với môi trường, tự nhiên. Trẻ em ở đây đều có xe đạp riêng, đi xe đạp vừa có lợi cho sức khỏe mà còn có lợi cho môi trường. Chúng yêu các động vật, hình ảnh quen thuộc thường thấy ở các quảng trường, trẻ em tự do vui chơi và cho những chú chim bồ câu nhỏ thức ăn, chúng được dạy bảo vệ thiên nhiên cũng chính là bảo vệ bản thân mình vậy.
Phần đông trẻ em các nước châu Âu, đặc biệt là trẻ em thế hệ Alpha thừa hưởng tất cả mọi chế độ giáo dục ưu tú nhất từ tinh hoa những thế hệ trước và sự phát triển nhanh chóng trong thời đại Kỹ thuật số.

### Bắc Mỹ
Trẻ em thuộc thế hệ Alpha được các cơ quan như Học viện Nhi khoa Hoa Kỳ,,… khuyến khích thực hiện các hoạt động vui chơi và phát triển sức khỏe tâm lý thông qua các chương trình giáo dục của họ. Những cơ quan này cho rằng việc “học tập và vui chơi” đối với lứa tuổi này đặc biệt quan trọng và có tầm ảnh hưởng to lớn đến khả năng phát triển sau này của các đứa trẻ đặc biệt là các bạn nhỏ thuộc thế hệ Alpha ngày nay. Theo tiến sĩ Michael Yogman, các hoạt động chơi của trẻ nhỏ không nhất thiết phải liên quan đến các đồ chơi đẹp mắt mà các đồ gia dụng trong nhà cũng hoàn toàn có thể. Ngoài ra, cha mẹ cũng có thể đọc sách cho các bạn nhỏ nghe – hoạt động này được xem là trò chơi bởi nó kích thích trí tưởng tượng của trẻ nhỏ.
Năm 2019, các bác sĩ tâm thần học tại Quebec đã phát động một chiến dịch kêu gọi thành lập các khóa học về sức khỏe tâm thần cho học sinh tiểu học để dạy họ cách xử lý khủng hoảng cá nhân hoặc xã hội và đối phó với tác động tâm lý của thế giới kỹ thuật số. Theo Hiệp hội các bác sĩ tâm thần học Quebec (AMPQ), chiến dịch này tập trung vào những đứa trẻ sinh sau năm 2010, tức là những đứa trẻ thuộc thế hệ Alpha.

## Thế hệ Alpha và Thời đại Kỹ thuật số

### Đặc điểm thế hệ Alpha
Thế hệ Alpha phần lớn là con của Thế hệ Millennials, dựa đặc điểm nhân khẩu học có thể thấy rằng, Thế hệ Millennials có khuynh hướng ít có con hơn, có khuynh hướng tiếp cận đa dạng nền văn hóa, tiếp cận với giáo dục nhiều hơn. Vì vậy mà Mc Crindle cũng tin tưởng rằng, thế hệ Alpha sẽ ít nhiều thừa hưởng di sản từ ba mẹ họ, sẽ gắn bó với giáo dục lâu hơn, học sâu hơn và sự nghiệp có nhiều triển vọng hơn . Ngoài ra, thế hệ Alpha được dự đoán sẽ thừa hưởng nhiều đặc điểm từ Thế hệ Z và sẽ nổi bật dần khi chúng lớn lên.
Có thể gọi những đứa trẻ trong thế hệ này là những Digital Native vì vào những năm đầu đời, họ đã tiếp xúc với trí tuệ nhân tạo. Với họ, công nghệ là cuộc sống, không chỉ đơn thuần là những công cụ hỗ trợ. Chính vì vậy mà họ dần dần hình thành nên cách xử lý vấn đề công nghệ hóa, lập luận và xử lý vấn đề logic. Phương pháp đầu tiên tìm đến là công nghệ thay vì các phương pháp thủ công.
Chính vì đặc điểm này, thế hệ Alpha còn được gọi là thế hệ kính (Glass Generation) vì những thứ họ tiếp xúc thường xuyên với kính, như những chiếc máy tính bảng, máy tính,.. được nhà trường trang bị nhiều hơn, những chiếc điện thoại thông minh giúp chúng kết nối với mọi thứ xung quanh.
Theo Natelie Franke, nhà đứng đầu cộng đồng nền tảng quản lý cho biết, thời đại công nghệ phát triển trong thế hệ Alpha không phải là một thứ gì đó tách biệt chính họ hay đồng bộ tất cả mà nó kích thích mở rộng nên bản sắc riêng của từng cá nhân. Cùng với xu hướng yêu thích thế giới ảo hơn là thế giới vật lý thì sự sáng tạo được chú trọng ở thế hệ này.
Là công dân kỹ thuật số nên công nghệ được áp dụng nhiều vào đời sống của họ, điều này dẫn đến việc dư dả nhiều thời gian hơn. Sự sáng tạo nhờ đó mà được phát huy hơn so với các thế hệ trước không có nhiều thời gian để thoải mái sáng tạo. Cũng vì thế mà thế hệ Alpha có xu hướng dành nhiều thời gian hơn để khám phá đam mê, chăm sóc sức khỏe tinh thần và đầu tư vào học tập nhiều hơn.
Quan điểm của thế hệ Alpha có sức ảnh hưởng trong gia đình mặc dù tuổi tác họ còn nhỏ, đặc biệt là các quyết định mua hàng. Theo nghiên cứu “ Understanding Generation Alpha” được thực hiện với hơn 8000 cha mẹ có con ở độ tuổi 4-9 trên khắp thế giới. Kết quả thấy rằng, 65% cha mẹ cho rằng lần mua hàng cuối cùng của họ bị ảnh hưởng bởi thói quen con cái, nổi bật là ở Mỹ tỷ lệ này là 81% và 27% cha mẹ hỏi ý kiến con họ trước khi mua các thiết bị công nghệ.

### Marketing đến thế hệ Alpha
Thế hệ Alpha được xem như là một Digital Native khi các đứa trẻ thuộc thế hệ này sinh ra và lớn lên hoàn toàn trong một thời đại kỹ thuật số phát triển. Việc tiếp cận sớm với công nghệ khiến cho các đứa trẻ thuộc thế hệ này cũng có thể trở thành các đối tượng mục tiêu mà các hoạt động Marketing của các doanh nghiệp hướng đến.
Tuy nhiên, trước khi các đứa trẻ Alpha đủ trưởng thành để tham gia vào các hoạt động thương mại thì các nhà marketing cần phải nghiên cứu sự ảnh hưởng của các Alpha đến việc chi tiêu của cha mẹ họ. Khoảng 80% cha mẹ nói rằng các hoạt động của những trẻ em Alpha ảnh hưởng đến việc mua hàng mới nhất của mình. Chính vì vậy, các nhà nghiên cứu marketing cần phải tìm hiểu và phát triển các chiến lược nắm bắt sự chú ý của các đứa trẻ thuộc thế hệ Alpha và tác động đến hứng thú của các đối tượng thuộc thế hệ này.
Việc tiếp cận đến các Alpha trong thời đại hiện nay thường thực hiện thông qua các phương tiện kỹ thuật số. Những trẻ em thuộc thế hệ này thường giải trí bằng cách sử dụng các điện thoại thông minh (smartphones), máy tính bảng (tablets) và các thiết bị điện tử thông minh tại gia khác. Công nghệ đã trở thành một phần của thế hệ này. Tuy nhiên, có dự đoán cho rằng các đứa trẻ thuộc thế hệ Alpha tìm kiếm những trải nghiệm hoàn chỉnh hơn so với thế hệ Millennials trước đó. Vì vậy, việc giữ các quảng cáo đơn giản nhưng hiệu quả là cực kỳ quan trọng khi xác định đối tượng mục tiêu là những trẻ em thuộc thế hệ Alpha. Điều này có thể động viên, kích thích họ trở thành những khách hàng trung thành của nhãn hiệu.
Laura Macdonald, trưởng phòng tiêu thụ Bắc Mỹ tại Hotwire, cho biết: “ Các Alpha sẽ mong đợi những trải nghiệm tương tác, đáp lại giống nhau giữa các thương hiệu. Vì vậy, nếu cửa hàng bán quần áo bắt đầu sử dụng công nghệ AR để giúp con người có những trải nghiệm riêng biệt – điều mà các thương hiệu hiện tại như Nike đang sử dụng, thì thế hệ Alpha sẽ mong đợi điều tương tự tại các cửa hàng tạp hóa trong khi họ đang mua sắm”. Điều này khiến cho các thương hiệu cần phải liên tục thay đổi, bắt kịp với những xu hướng hiện tại ảnh hưởng đến thế hệ Alpha để có thể thỏa mãn, làm hài lòng những khách hàng này.

## Dự đoán trong tương lai
Làn sóng thế hệ Alpha đầu tiên sẽ đến tuổi trưởng thành vào những năm 2030. Vào thời điểm đó, dân số loài người dự kiến chỉ dưới chín tỷ và thế giới sẽ có tỷ lệ người trên 60 tuổi cao nhất trong lịch sử, có nghĩa là đoàn hệ nhân khẩu học này sẽ chịu gánh nặng của dân số già. Theo Mark McCrindle, một nhà nghiên cứu xã hội từ Úc, Thế hệ Alpha rất có thể sẽ trì hoãn các dấu hiệu cuộc sống tiêu chuẩn như hôn nhân, sinh con và nghỉ hưu, cũng như vài thế hệ trước. McCrindle ước tính rằng Thế hệ Alpha sẽ chiếm 11% lực lượng lao động toàn cầu vào năm 2030.  Ông cũng dự đoán rằng họ sẽ sống lâu hơn và có gia đình nhỏ hơn, và sẽ là "thế hệ được giáo dục chính thức nhất từ trước đến nay, thế hệ được cung cấp nhiều công nghệ nhất từ trước đến nay và là thế hệ giàu có nhất trên toàn cầu." 
Sự bùng nổ của các trang mạng xã hội trong thời đại hiện tại khiến cho trẻ em – những người thuộc thế hệ Alpha bận rộn khám phá. Theo Statista, số lượng người dung mạng xã hội hiện tại trên toàn thế giới vào khoảng 3 tỉ người, trong đó 50% là thanh thiếu niên và thế hệ Alpha đang ngày càng tham gia nhiều hơn vào các trang mạng này 
Với việc tham gia nhiều hơn vào mạng xã hội, điều này đã làm xuất hiện một xu hướng mới: sự khó khăn trong việc tương tác trực tiếp giữa những đứa trẻ thuộc thế hệ Alpha với nhau. Những đứa trẻ này sẽ sử dụng công nghệ để nói chuyện với nhau hơn là trò chuyện trực tiếp. Nếu có một buổi gặp mặt diễn ra, các Alpha sẽ thích nhắn tin với nhau thông qua các nền tảng mạng xã hội hơn là nói chuyện trực tiếp với nhau.
Hơn thế, thế hệ Alpha có thể trở thành thế hệ toàn cầu nhất trong tất cả các thế hệ hiện tại. Việc thế giới ngày càng phẳng hơn khiến mọi người giao lưu và có sự pha trộn giữa nhiều nền văn hóa với nhau. Việc này khiến cho các Alpha có khả năng thấu hiểu và giao tiếp với nhiều nền văn hóa. Hơn thế nữa, Internet phát triển khiến cho thế hệ này có thể tiếp nhận được nhiều thông tin từ nhiều nền văn hóa khác nhau và lan tỏa chúng rộng ra khắp thế giới.
Một dự đoán nữa về thế hệ này trong tương lai chính là việc thế hệ này là một thế hệ tham gia nhiều vào việc mua sắm trực tuyến (shopping online) trên các web thương mại điện tử. Các Alpha được sinh ra và lớn lên trong thời điểm mua sắm trực tuyến phát triển. Với nhịp sống bận rộn trong hiện tại và tương lai, thế hệ Alpha sẽ ít có thời gian hơn trong việc mua sắm trực tiếp tại các cửa hàng. Thay vào đó, họ sẽ thích việc mở các ứng dụng công nghệ của mình và mua sắm trực tuyến hơn.